# ساحة الحرب (فلم)
فيلم ساحة الحرب هو فيلم كويتي أنتج عام 2011م. وفريق التمثيل كان الممثل الكويتي حسين المهدي والمخرج مناف عبدال والممثل وايضا مذيعه فاطمة الطباخ وشارك أيضا الممثل عبد الرضا بن سالم وكان مخرجه المخرج حسن عبدال وقصة الفيلم تروي لنا انه قصة جندي في ساحة الحرب [حسين المهدي] تسند إليه مهمة إنقاذ مجموعة من السجناء بأقل الخسائر الممكنة وحاز بطل الفيلم حسين المهدي على جائزة أفضل ممثل في مهرجان لوس أنجلوس للأفلام القصيرة.